# جو بترفيلد
جوانا شوني بترفيلد، (مواليد 19 مارس 1979) هي رياضية بريطانية من ذوي الاحتياجات الخاصة تنافس في سباقات رمي الصولجان نادي ورمي القرص الفئة F51.  في عام 2014، سجلت باترفيلد رقماً قياسياً أوروبياً في الرمي بفوزها في بطولة أوروبا لألعاب القوى 2014 IPC. في العام التالي أضافت لقباً عالمياً جديداً في بطولة العالم لألعاب القوى IPC لعام 2015 التي أقيمت في قطر، وترشحت للمشاركة في دورة الألعاب البارالمبية لعام 2016 التي أقيمت في ريو دي جانيرو.

## حياتخا الشخصية
وُلدت بترفيلد في يوركشاير بإنجلترا عام 1979، لكنها انتقلت لاحقًا إلى غلاسكو في اسكتلندا.  في عام 2011، تم تشخيص إصابتها بورم في العمود الفقري أدى إلى إصابتها بالشلل تحت الخصر.

## مهنتها الرياضية
أثناء إعادة تأهيلها في وحدة العمود الفقري في غلاسكو، تعرّفت باترفيلد على رياضة الرجبي على الكراسي المتحركة.  في أوائل عام 2012 انضمت إلى نادي كاليدونيان كراشيرز، وأصبحت فيما بعد نائبة كابتن الفريق. 
في عام 2014، صُنّف بترفيلد على أنها رياضية معاقة ضمن فئة F51 وبدأت التنافس في اللقاءات الإقليمية في كل من مسابقات رمي القرص والصولجان.  في أغسطس من ذلك العام اختيرت للانضمام إلى فريق بريطانيا العظمى للتنافس في بطولة IPC لألعاب القوى الأوروبية لعام 2014، حيث شاركت في رمي الصولجان فئة F32 / 51، وحققت رقمًا قياسيًا أوروبيًا جديدًا بتسجيل مسافة 17.68 مترًا وفازت بالميدالية الذهبية في جميع منصات التتويج البريطانية إلى جانب جوزي بيرسون وجيما بريسكوت.  في ذلك الموسم، شاركت أيضًا في بطولة SDS في بيرث وحققت أفضل نتائج شخصية في كل من رمي القرص (9.79 مترًا) ورمي الصولجان (19.50 مترًا)، وفازت بالميدالية الذهبية في كلا المنافستين.
في العام التالي، سافرت بترفيلد إلى دبي للمشاركة في سباق فزّاع الدولي، وهو أول سباق الجائزة الكبرى IPC لذلك العام. في رمي القرص F32 / 33/51، رمت لمسافة 8.87 م لتفوز بالمسابقة وحطّمت الرقم القياسي الأوروبي السابق F51 بمقدار 27 سم.  كما حسّنت أيضًا سجلها الأوروبي في النادي برمية قدرها 19.69 متراً ما أهّلها للحصول على الميدالية الذهبية. في يوليو/تموز، نافست بترفيلد في سباق الجائزة الكبرى الثالث IPC، والذي أقيم في أوليمبيك بارك في لندن. لم تمنحها مسافة 21.50 مترا التي حققتها في رمي الصولجان اللقب فحسب، بل حسّنت لقبها الأوروبي بزيادة 40 سم عن الرقم القياسي العالمي المسجل باسم الأمريكية راشيل موريسون.  ويذكر أن موريسون كانت منافسة رئيسية لبترفيلد عندما التقت الاثنتان في بطولة العالم لألعاب القوى لعام 2015 في الدوحة. في رمي الصولجان، سجلت بترفيلد 21.44 متراً لتحقق رقماً قياسياً في البطولة ودفعت منافستها الأمريكية إلى الميدالية الفضية.  إلا أن موريسون سبقتها في منافسة رمي القرص T52 التي أقيمت بعد أيام قليلة، حيث حلّت بترفيلد في المركز الثالث خلف موريسون والمكسيكية ليتيسيا أوتشوا ديلجادو. على الرغم من أن مسافة بترفيلد البالغة 8.96 متراً كانت رقمًا قياسيًا أوروبيًا جديدًا لفئة F51. 
عُيّنت بترفيلد عضوًا في وسام الإمبراطورية البريطانية (MBE) في عام 2017 مع مرتبة الشرف للعام الجديد لخدماتها في مجال ألعاب القوى الميدانية.

## روابط خارجية
- جو بترفيلد في اللجنة البارالمبية الدولية (أيضًا هنا)